# Zaglyptogastra persimilis
Zaglyptogastra persimilis är en stekelart som först beskrevs av Szepligeti 1906.  Zaglyptogastra persimilis ingår i släktet Zaglyptogastra och familjen bracksteklar. Inga underarter finns listade i Catalogue of Life.